# Panamerikanska mästerskapen i fäktning 2024
Panamerikanska mästerskapen i fäktning 2024 arrangerades mellan den 25 och 30 juni 2024 i Lima i Peru. Det var den 17:e upplagan av panamerikanska mästerskapen i fäktning.

## Medaljörer

### Herrar
| Gren                  | Guld                                                                    | Silver                                                                   | Brons                                                                        |
| Florett, individuellt | Nick Itkin                                                              | Gerek Meinhardt                                                          | Guilherme Toldo                                                              |
| Florett, individuellt | Nick Itkin                                                              | Gerek Meinhardt                                                          | Alexander Massialas                                                          |
| Värja, individuellt   | Samuel Imrek                                                            | Kruz Schembri                                                            | Fynn Fafard                                                                  |
| Värja, individuellt   | Samuel Imrek                                                            | Kruz Schembri                                                            | Jesús Limardo                                                                |
| Sabel, individuellt   | Eli Dershwitz                                                           | Mitchell Saron                                                           | Farès Arfa                                                                   |
| Sabel, individuellt   | Eli Dershwitz                                                           | Mitchell Saron                                                           | Olivier Desrosiers                                                           |
| Florett, lag          | USA Miles Chamley-Watson Nick Itkin Alexander Massialas Gerek Meinhardt | Brasilien Pedro Marostega Guilherme Toldo Paulo Morais Ricardo Pacheco   | Kanada Bogdan Hamilton Maximilien Van Haaster Blake Broszus Daniel Gu        |
| Värja, lag            | Venezuela Francisco Limardo Jesús Limardo Rubén Limardo Grabiel Lugo    | Colombia Juan Castillo Kevin Restrepo Hernando Roa Jhon Édison Rodríguez | Brasilien Alexandre Camargo Richard Grunhauser Leopoldo Gubert Pedro Petrich |
| Sabel, lag            | USA Lev Ben Avram Eli Dershwitz Filip Dolegiewicz Mitchell Saron        | Kanada Farès Arfa François Cauchon Olivier Desrosiers Shaul Gordon       | Mexiko Julián Ayala Josué Morales Jorge Antonio Rodríguez                    |

### Damer
| Gren                  | Guld                                                                             | Silver                                                                     | Brons                                                                         |
| Florett, individuellt | Lee Kiefer                                                                       | Eleanor Harvey                                                             | Jacqueline Dubrovich                                                          |
| Florett, individuellt | Lee Kiefer                                                                       | Eleanor Harvey                                                             | Jessica Guo                                                                   |
| Värja, individuellt   | Margherita Guzzi Vincenti                                                        | Hadley Husisian                                                            | Montserrat Viveros                                                            |
| Värja, individuellt   | Margherita Guzzi Vincenti                                                        | Hadley Husisian                                                            | Anne Cebula                                                                   |
| Sabel, individuellt   | Elizabeth Tartakovsky                                                            | Maia Chamberlain                                                           | Pamela Brind'Amour                                                            |
| Sabel, individuellt   | Elizabeth Tartakovsky                                                            | Maia Chamberlain                                                           | Tatiana Nazlymov                                                              |
| Florett, lag          | USA Jacqueline Dubrovich Lee Kiefer Lauren Scruggs Maia Weintraub                | Kanada Sabrina Fang Jessica Guo Eleanor Harvey Yunjia Zhang                | Brasilien Bia Bulcão Mariana Pistoia Ana Toldo                                |
| Värja, lag            | Kanada Julia Yin Malinka Montanaro Leonora Mackinnon Ruien Xiao                  | USA Margherita Guzzi Vincenti Katharine Holmes Anne Cebula Hadley Husisian | Argentina Isabel Di Tella Tamara Chwojnik Datev Nahapetyan Juliana Borgarucci |
| Sabel, lag            | USA Maia Chamberlain Tatiana Nazlymov Magda Skarbonkiewicz Elizabeth Tartakovsky | Kanada Pamela Brind'Amour Jun Liu Julia Shi Marissa Ponich                 | Argentina Candela Espinosa María Perroni Belén Pérez Maurice                  |

## Medaljtabell
*   Värdland ( Peru)
| Nr                  | Nation                   | Guld | Silver | Brons | Totalt |
| ------------------- | ------------------------ | ---- | ------ | ----- | ------ |
| 1                   | USA                      | 10   | 5      | 4     | 19     |
| 2                   | Kanada                   | 1    | 4      | 6     | 11     |
| 3                   | Venezuela                | 1    | 0      | 1     | 2      |
| 4                   | Brasilien                | 0    | 1      | 3     | 4      |
| 5                   | Amerikanska Jungfruöarna | 0    | 1      | 0     | 1      |
| 5                   | Colombia                 | 0    | 1      | 0     | 1      |
| 7                   | Argentina                | 0    | 0      | 2     | 2      |
| 8                   | Mexiko                   | 0    | 0      | 1     | 1      |
| 8                   | Paraguay                 | 0    | 0      | 1     | 1      |
| Totalt (9 nationer) | Totalt (9 nationer)      | 12   | 12     | 18    | 42     |